# Adrián Castrejón
Adrián Castrejón Castrejón militar y político mexicano que participó en la Revolución mexicana y ocupó el Gobierno de Guerrero.

## Inicios
Nació en Apaxtla, distrito de Aldama, Guerrero, el 10 de mayo de 1894; Fue hijo de Agustina Castrejón Aguilar y Leopoldo Beltrán Carrera; realizó los estudios primarios en su pueblo natal.

ZAPATISMO:
El 2 de julio de 1911 se incorporó como soldado a las tropas del teniente Salvador González. 
El 23 de abril de 1913, bajo las órdenes del General Jesús H. Salgado, quien operaba bajo las órdenes del General Emiliano Zapata; lo asciende a Capitán Primero de Caballería, al presentarse con sesenta hombres armados. 
El 20 de julio de 1913, asciende a mayor de Caballería. 
Operó en los estados de Guerrero, Morelos, Puebla, Estado de México y Michoacán. 
El 13 de octubre de 1913, asciende a teniente coronel de Caballería, al tomar Ajuchitlán.
El 27 de febrero de 1914, asciende a coronel de Caballería. 
Del 19 al 24 de marzo de 1914, participó en la Toma de Chilpancingo, donde se le hizo Consejo de Guerra al Gral. Juan Poloney y éste fue fusilado. 
Participó en más de cien combates, destacan la de los Hornos, Jiutepec, Santa Catarina, Tepoztlán, Tres Marías, Fierro del Toro y Cruz, Tilzapotla, Taxco y Balsas.
Participó en la toma de Huetamo; combatió en Atlixco y Teloloapan. En 1914 concurrió al ataque y toma de Chilapa. Más tarde operó en Michoacán y en el Estado de México. 
El 15 de marzo de 1915, asciende a General Brigadier. A la edad de 20 años, diez meses y cinco días. Lo convierte en el general más joven de la Revolución Mexicana.  
El 30 de marzo de 1916, asciende a General de Brigada.
El 19 de diciembre de 1917, asciende a General de División.
Entre 1915 y 1917 operó en los estados de Guerrero, México y Morelos. En 1918 se incorporó a las fuerzas del General Fortino Ayaquica Rangel, operando en el estado de Puebla. En febrero de 1919 estuvo presente en los combates de Tochimilco. 
El 10 de abril de 1919 acompañó a Emiliano Zapata a visitar a Jesús Guajardo en la Hacienda de Chinameca, en cuya acción resultó herido sin poderle salvar la vida al General Zapata. Castrejón formaba parte de la escolta de Zapata. La prensa nacional publicó que Castrejón estaba entre los muertos. Guajardo en el parte oficial informó que él mató personalmente a Castrejón. Siendo falso esto. 
Tras el asesinato de Emiliano Zapata, Castrejón se mantuvo fiel al movimiento suriano. En junio de ese año fue comisionado por el General Gildardo Magaña Cerda para entrevistarse con el General Manuel Peláez en la Huesteca.

## Ejército Mexicano
El 10 de enero de 1920, se adhiere al Plan de Agua Prieta, le es reconocido el grado de General Brigadier. 
De 1921 a 1923, realizó estudios en la Escuela de Caballería del Colegio Militar. Único general de la Revolución Mexicana, que con el grado de general realizó estudios formales en la mencionada institución educativa. 
Es el único general revolucionario, de los cientos que hubo en el proceso armado. Que realizó estudios formales en la Escuela de Caballería del Colegio Militar. Hubo jefes y oficiales revolucionarios que también realizaron estudios en el Colegio Militar.  
En noviembre de 1923, es comisionado por el gobierno federal al Estado de Guerrero, por ser amplio conocedor de la región, a combatir al Gral. Rómulo Figueroa,  quien apoyaba a los rebeldes encabezados por Adolfo de la Huerta durante la Rebelión
El 10 de diciembre de 1923, se gradúa de la Escuela de Caballería perteneciente al Colegio Militar.
Del 4 de enero al 20 de julio de 1924 fue nombrado jefe de la 21/a. Jefatura Militar, con cuartel general en el estado de Guerrero. 
Derrotó en Puente de Ixtla a los jefes rebeldes Crisóforo Ocampo, Victorino Bárcenas, Epifanio Rodríguez, Jesús Capistrán Yáñez e Ireneo Albarrán Ayala; 
8 de enero de 1924, “...sostuvo un combate en la Hacienda de Temixco, próxima a Cuernavaca, al frente de 25 hombres armados que disponía y 35 pertenecientes al Regimiento Escolta que era a las órdenes del suscrito, habiendo empezado el fuego a las 11 de la mañana para terminar hasta el anochecer, en que el enemigo en número de más de mil hombres no pudo desalojar de sus posiciones al C General Castrejón...” Gral. Bgda. Agustín Maciel. Oficial Mayor. 
21 de abril de 1924, ataque y toma de la Hacienda de Pozuelos, Hgo. en cuya acción resultó muerto el cabecilla Marcial Cavazos.
Más tarde fue comisionado en los estados de Chiapas, Tabasco y Veracruz. 
En 1924, recibe la condecoración de Méritos en Campaña, por el presidente de la República Gral. Álvaro Obregón, por su destacada participación en los estados de Hidalgo, Chiapas, Tabasco y Guerrero.
El 21 de julio de 1924, asciende a General de Brigada, por Méritos en Campaña y Acuerdo Presidencial. 
Entre 1926 y 1928 combatió al movimiento de la Guerra Cristera. 
Del 1 de abril de 1929 al 25 de marzo de 1933 se desempeña como gobernador del Gobernador de Guerrero. Realizó una gran obra educativa, de caminos carreteros, fundación de ejidos y repartición de tierras. 
El 11 de marzo de 1935, es nombrado Comandante de la 16/a. Zona Militar, con sede en Irapuato, Gto. 
Del 21 de octubre de 1935 al 5 de julio de 1939, es nombrado Comandante de la 18/a. Zona Militar con sede en Pachuca, Hidalgo.
A iniciativa suya se proyectó y construyó la Ciudad Militar de Irapuato, Guanajuato y la de Pachuca, Hidalgo; dirigió la construcción de la escuela “Hijos del Ejército”, sobre la carretera México-Laredo.
El 1 de enero de 1939, asciende a General de División, por antigüedad, Méritos especiales y Acuerdo Presidencial. 
En 1940, funda el Frente Zapatista de la República Mexicana, junto con los generales Genovevo de la O, Fortino Ayaquica y José G. Parres. 
El 1/o. de marzo de 1941 es nombrado Comandante de la 31 Zona Militar, con sede en Tapachula, Chis.
El 9 de julio de 1942, recibe la condecoración MEDALLA DEL REFORMADOR DE PRIMERA CLASE, por el Gobierno de Guatemala. Por sus indiscutibles méritos y virtudes cívicas y militares. 
Del 1 de octubre de 1945 al 1 de marzo de 1948, es nombrado Comandante de la 27 Zona Militar, con sede en Acapulco, Gro.
El 5 de mayo de 1947, recibe la condecoración MEDALLA DEL MÉRITO MILITAR. 
28 de abril de 1949, forma parte de la Comisión Ejecutiva de la Legión de Honor Mexicana. 
El 8 de marzo de 1953, La Legión de Honor de la República de Cuba, le otorgó el título y rango de TENIENTE GRAN COMENDADOR, así como la condecoración GRAN CRUZ DE HONOR.

## Muerte
Murió en la Ciudad de México, el 15 de marzo de 1954. Víctima de una embolia cerebral. Es sepultado en el panteón francés de San Joaquín. 
El estandarte del Frente Zapatista de la República Mexicana, va al frente del féretro que guarda los restos mortales del íntegro revolucionario; es llevado en hombros por gente de Apaxtla, Gro., su tierra natal entre quienes figura el presidente municipal Sr. Álvaro Rodríguez y el Síndico Municipal Sr. Tobías Figueroa. 
Van camino a la tumba a y a los lados, vestidos de blanco los niños de la Escuela “Estado de Guerrero”. Es sepultado con los honores militares correspondientes a su jerarquía.   
Momentos antes de descender el féretro, la Sra. Esperanza Jaimes viuda de Castrejón, con palabras entrecortadas por el llanto, se despidió del compañero de su vida y afirmó que ella se encargará de cumplir las promesas de que sus restos, dentro de poco tiempo serán llevados a Apaxtla, su tierra natal. 
El 20 de noviembre de 1954, la Sra. Esperanza Jaimes viuda de Castrejón, recibe post mortem la condecoración CRUZ DE GUERRA DE PRIMERA CLASE. 
El 19 de marzo de 1960, los restos fueron llevados a su pueblo natal, conforme a los deseos del General Castrejón, ahora Apaxtla de Castrejón, Gro., en esa fecha fue develado un busto que se encuentra en la explanada de la Plaza Principal. 
Asimismo, a la entrada del pueblo se yergue una estatua de cuatro metros de altura: El centinela del pueblo. 

Cada año los apaxtlenses exaltan la obra, las hazañas y el gran legado del General Adrián Castrejón.